# Кевин Нилон
Кевин Нилон (енгл. Kevin Nealon; рођен у Сент Луису, Мисури, 18. новембра 1953), амерички је филмски и ТВ глумац, комичар.
Уметнички деби имао је 1985. године у серији Страшило и госпођа Кинг. Његови најзапаженији радови су Не качи се са Зоханом (2008), Моја назовижена (2011) и Хепи Гилмор (1996).